# Zeiskam (Adelsgeschlecht)

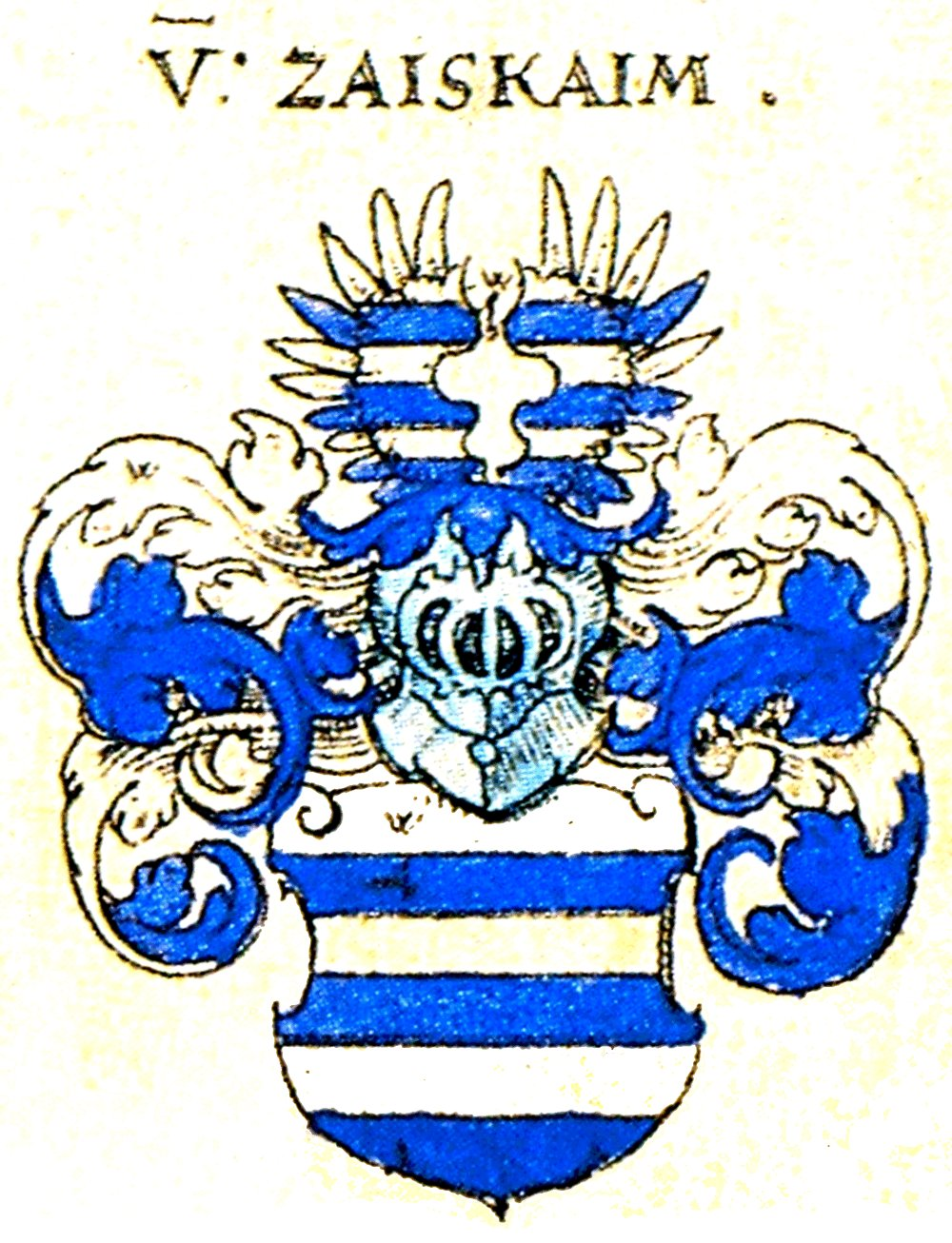
Wappen der Adelsfamilie von Zeiskam

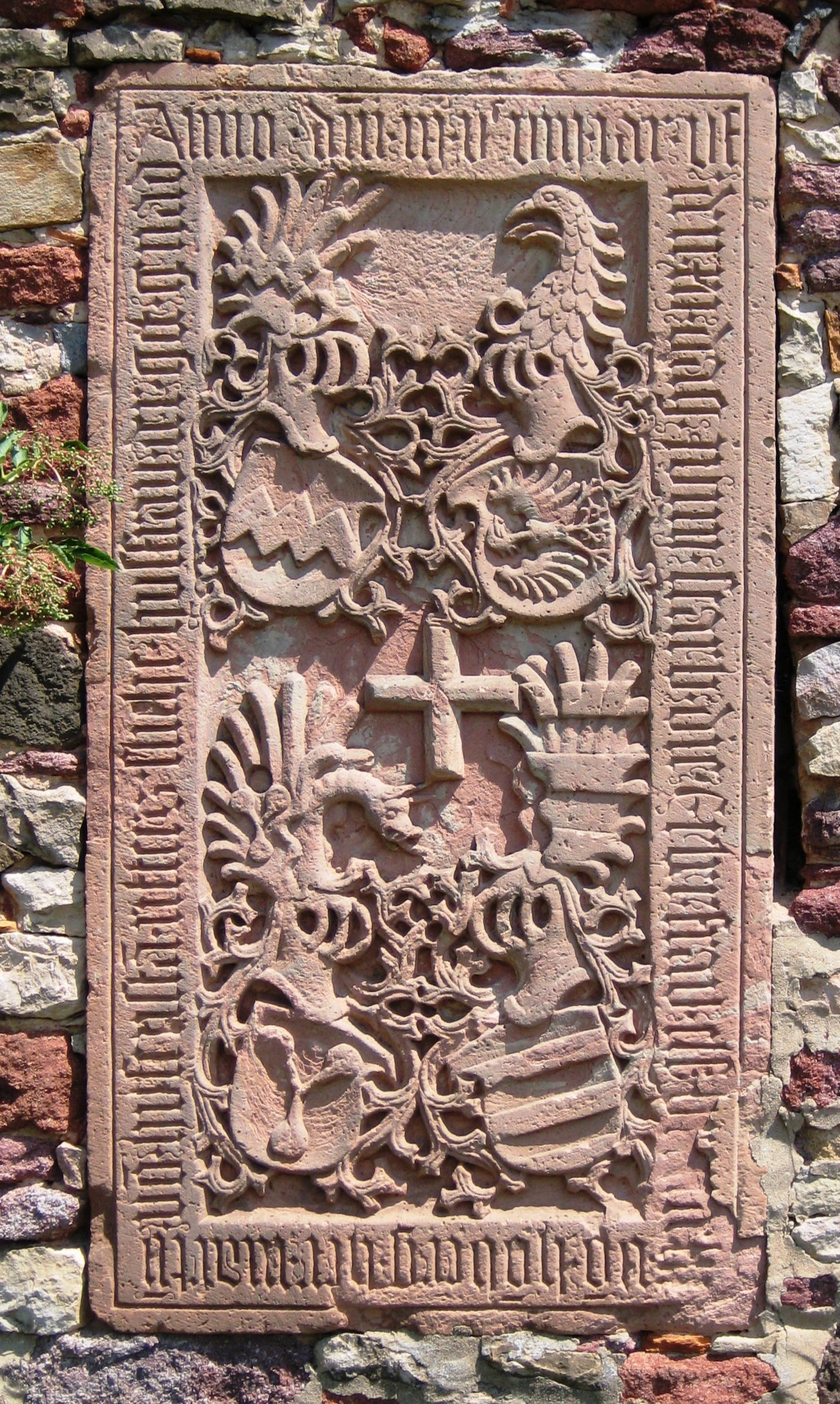
Grabplatte der Elisabeth Brendel von Homburg, Mutter des Mainzer Erzbischofs Sebastian von Heusenstamm, mit Ahnenwappen von Zeiskam (unten rechts); ehem. Kloster Patershausen

Die Herren von Zeiskam (auch Zaiskam) waren ein deutsches Adelsgeschlecht, das sich nach dem pfälzischen Dorf Zeiskam benannte.

## Familiengeschichte
Die Familie wird 960 erstmals urkundlich erwähnt als Junker Rudolf von Zeiskam, in Dammheim bei Landau, mit dem Speyerer Bischof einen Weinberg tauschte. Sie gehörte zum Umfeld der Speyerer Bischöfe und der Pfälzer Kurfürsten. 1232 besaß Ritter Heinrich von Zeiskam den vierten Teil der Rheinüberfahrt bei Ketsch, 1236 urkundete Arnold von Zeiskam als Zeuge in einem Rechtsakt des Hochstifts Speyer und 1250 erscheinen die Brüder Hugo und Kuno von Zeiskam, in Dammheim, als Lehensmänner des Rudolf von Fleckenstein. Ein Kuno von Zeiskam amtierte 1359 als Propst des Augustiner-Chorherren-Stifts Kloster Hördt.
1368 ist Rudolf von Zeiskam als kurpfälzer Kammerrichter unter Kurfürst Ruprecht I. belegt, 1392 als in Diensten des Speyerer Bischofs stehend, 1394 bzw. 1395 als bischöflicher Burgmann auf der Kestenburg und 1396 als einer der Testamentsvollstrecker des Bischofs Nikolaus von Wiesbaden. Als der deutsche König und Pfälzer Kurfürst Ruprecht III. 1401–1402 einen Italienzug unternahm, bestimmte er Rudolf von Zeiskam zum Berater des in der Heimat verbliebenen Kurprinzen Ludwig. Bei dessen Verehelichung mit der englischen Prinzessin Blanca entsandte man den Adeligen, zusammen mit dem Pfälzer Hofmeister Johann XI. Kämmerer von Worms († 1415) und Domdekan Nikolaus Burgmann, zur Entgegennahme der Mitgift, 1402 an den dortigen Königshof.

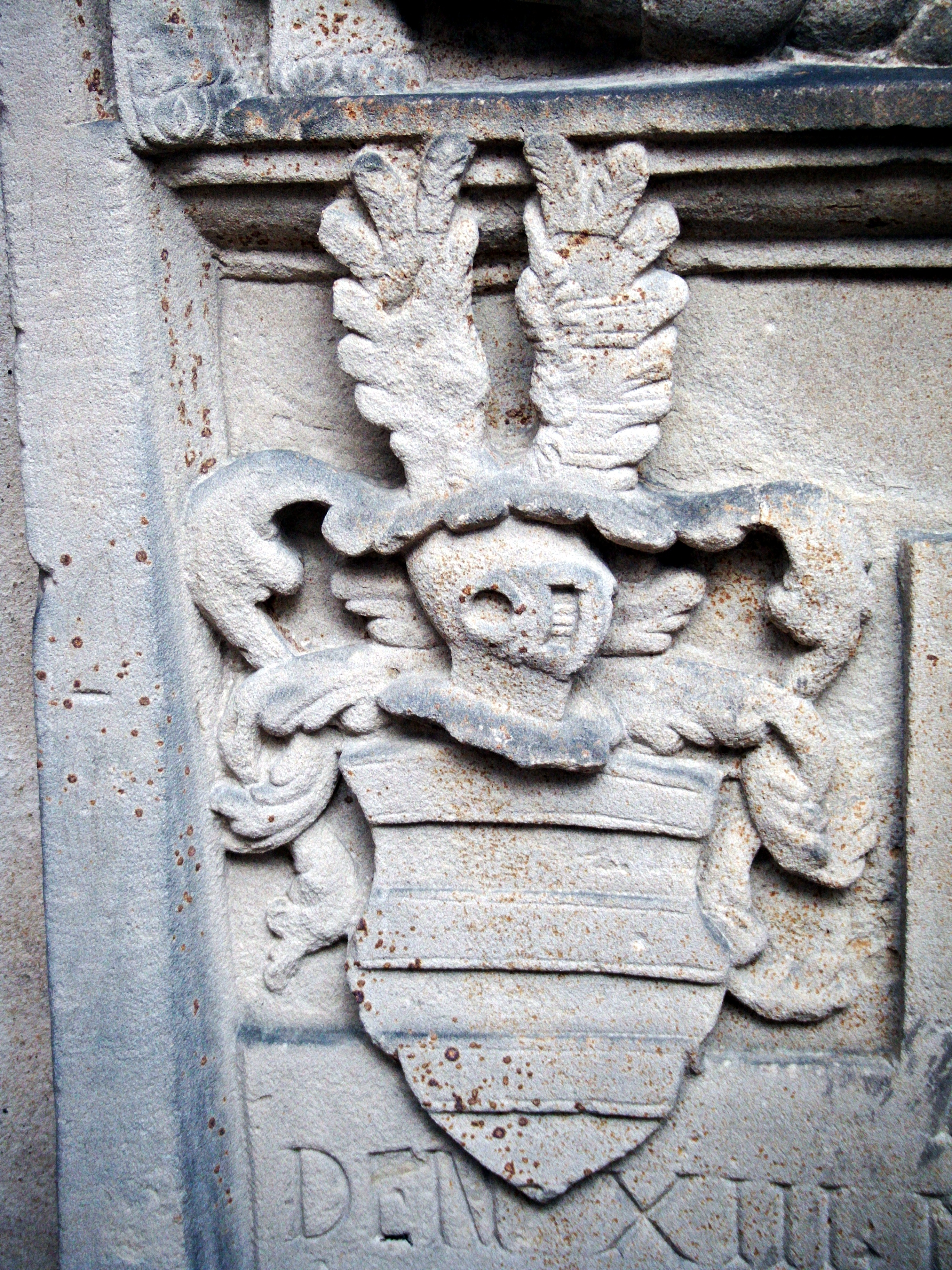
Wappen der Adelsfamilie von Zeiskam auf dem Epitaph des
Wilhelm von Löwenstein († 1579), Pfarrkirche St. Ulrich, Deidesheim

Simon von Zeiskam, wohl ein Bruder Rudolfs, amtierte von 1388 bis 1392 als Amtmann des Hochstifts Speyer, auf der Kestenburg; Heinrich von Zeiskam der Alte war dort 1391 bischöflicher Hofmeister und Burgmann. Er erhielt 1408 von Kurfürst bzw. König Ruprecht III. Dorf und Burg Böchingen zu Lehen, welche die Familie bis zu ihrem Aussterben behielt. In Böchingen gibt es an der heutigen protestantischen Kirche noch mehrere Wappen-Grabplatten der Herren von Zeiskam. Später stand Heinrich von Zeiskam im Dienste des Grafen Johann V. von Sponheim, von dem er 1427 als Verwalter der Burg Elmstein eingesetzt wurde. Anlässlich einer längeren Reise bestimmte er ihn 1429, zusammen mit einigen anderen Adeligen, zum Verwalter seiner Grafschaft. Simon von Zeiskam fungierte 1440 als bischöflicher Burgvogt der Rietburg, Wilhelm von Zeiskam 1518 als ebensolcher in Jockgrim. Vom Speyerer Bischof erhielt ein anderer Simon von Zeiskam 1472 Burg Neuwindstein im Elsass zu Lehen, seit 1453 gehörte ihm als Schwiegersohn des Grafen Ludwig von Lichtenberg schon die dortige Wasenburg. Ein Rudolf von Zeiskam saß 1471 als  nassauischer Amtmann auf Burg Frankenstein.
Johann von Venningen († 1432), kurpfälzer Hofmeister, ehelichte Margarete von Zeiskam. Ihre gemeinsamen Söhne waren Johann V. von Venningen († 1478), 1458 bis 1478 Bischof von Basel und Jost von Venningen († 1455), Deutschmeister des Deutschen Ordens. Elisabeth von Zeiskam hatte Hans von Helmstatt († 1476) geheiratet, den Bruder des kurpfälzer Vogtes Weiprecht III. von Helmstatt († 1478) und Neffen des Speyerer Bischofs Raban von Helmstatt († 1439). Im ehemaligen Kloster Patershausen befindet sich die Grabplatte der Elisabeth Brendel von Homburg († 1508), Mutter des Mainzer Erzbischofs Sebastian von Heusenstamm, mit Ahnenwappen derer von Zeiskam. Das Zeiskam-Wappen weist auf ihre Großmutter aus diesem Geschlecht hin.
Heinrich von Zeiskam († 1562) fungierte als bischöflich Speyerer Hofmeister und Assessor (Richter) am Reichskammergericht in Speyer. Er war mit Magdalena von Dalberg verheiratet, Tochter von Wolfgang VI. von Dalberg. Heinrichs Schwester Agnes ehelichte Friedrich von Löwenstein und ihr Sohn Wilhelm von Löwenstein († 1579) war Amtmann des Bischofs von Speyer, in Deidesheim. An der dortigen Pfarrkirche St. Ulrich hat sich sein künstlerisch wertvoller Grabstein erhalten der auch ein Wappen der Herren von Zeiskam aufweist.
Ein weiterer Bruder Heinrichs und Agnes’ ist Werner von Zeiskam, 1550–1554 Pfalz-Zweibrückischer Hofmeister und Statthalter in Zweibrücken, 1559 Oberamtmann in Meisenheim. Sein Enkel Wolf Christoph von Zeiskam lebte in Dürkheim und starb 1604 als letzter männlicher Spross des Geschlechtes.
Die Stammburg befand sich am Kirchberg, dem heutigen Platz vor der katholischen Kirche von Zeiskam, und ihre Reste waren noch bis 1830 vorhanden. Damals wurden sie abgetragen, um daraus das katholische Schulhaus zu erbauen. Das von der Familie errichtete Schloss in Böchingen existiert noch.

## Wappen
Das Stammwappen von 1437 ist fünf Mal von Silber und Blau geteilt. Auf dem Helm mit blau-silbernen Helmdecken ein offener, wie der Schild bezeichneter Flug.